# Обыкновенная страсть
«Обыкновенная страсть» (фр. Passion simple) — французский фильм режиссёра Даниэлы Арбид
Эротическая мелодрама по одноимённому роману французской писательницы Анни Эрно 1991 года (на русском языке опубликован в 1997 году), по сюжету которого парижанка до безумия влюбляется в русского дипломата. В главных ролях Летиция Дош и Сергей Полунин.

## Сюжет
Случайная встреча в Париже двух людей перетекает в бурный роман. Элен — сорокалетняя, разведенная, с маленьким сыном мать-одиночка, но твёрдо стоящая на ногах самостоятельная и самодостаточная женщина, профессор Парижского университета, преподаватель литературы и исследователь творчества Флобера. Александр — русский дипломат, моложе её, женат, леденяще-сексуален, загадочен, любит люксовые бренды и Путина.
Элен впадает в сексуальную зависимость от своего русского любовника. Встречи с ним незабываемы — катаясь по Парижу с превышением скорости на премиум-класса Audi с дипломатическими номерами, пьянея от элитного виски, Элен испытывает первоклассные оргазмы, которые ей дарит Александр. Но в тоже время у него есть привычка не отвечать на её жалобно-покорные голосовые сообщения. Он небрежно оставляет её ждать в полуденном гостиничном номере, где они договорились встретиться, одетую во все ее новенькое белье от La Perla, а сам возвращается в Москву, чтобы приятно провести время со своей женой.
Несмотря на её попытки наладить эмоциональную близость, Александр мало что рассказывает, кроме того, что у него есть жена в Москве. Но чем больше он отталкивает ее, тем более одержимой становится Элен, пренебрегая сыном и своими обязанностями на работе до такой степени, что она едва справляется с работой. Таинственность и внезапные выезды из страны Александра приводят к тому, что Элен начинает подозревать, что Александр что-то ей недоговаривает. Будучи не в силах противостоять чувству, она начинает тайно следить за своим русским любовником.

## В ролях
- Сергей Полунин — Александр
- Летиция Дош — Элен
- Каролин Дюсе — Анита
- Лу-Теймур Тион — Поль
- Тибо Ванденборре — Питер
- Грегуар Колен — бывший муж Элен
- Слиман Дази — психиатр
- Арно де Монтливо — немецкий турист
- Амелина Лимузен — туристка
- Дуня Сычёва — клиентка парикмахерской

В неуказанной в титрах роли продавщицы снялась известная архитектор Шахира Фахми.

## Съёмки
Съёмки фильма длились семь недель, с 19 января по 5 марта 2019 года, и проходили в Париже и регионе Иль-де-Франс, регионе Овернь-Рона-Альпы, а также во Флоренции и Москве.

## Фестивали
Первоначально премьера должна была состояться на Каннском кинофестивале 2020 года, где фильм был включён в официальную секцию «Дебюты», но очное проведение фестиваля было отменено из-за пандемии COVID-19, и премьера фильма состоялась на кинофестивале в Торонто 19 сентября 2020 года. Затем фильм был показан на ряде кинофестивалей, в том числе на кинофестивале в Сан-Себастьяне 2020 года фильм номинировался на Гран-при «Золотая раковина».
В России фильм был показан вне конкурса на 42-м Московском международном кинофестивале.

## Показ
Из-за пандемии фильм был выпущен в прокат только через год после премьеры — 11 августа 2021 года во Франции и в Бельгии. 21 января 2022 года вышел в ограниченный прокат в США.
В кинопрокат России вышел 14 января 2021 года и был две недели в прокате 88 кинотеатров, в первый уик-энд занимая 19-ю строчку кинопроката. Кассовые сборы составили 5 093 058 руб. (78 625 долларов)

## Критика
Журнал «Time Out» оценил фильм на четыре звезды из пяти возможных, написав, что «харизмы Дош и плавного стиля Арбид достаточно, чтобы передать всю глубину этой особой истории любви». Журнал «Sight and Sound» высоко оценил режиссуру, саундтрек и операторскую работу.
Кинокритик Питер Брэдшоу в рецензии на фильм в газете «The Guardian» поставил фильму три звезды из пяти, назвав «деликатным французским исследованием эротической одержимости»:

актриса Летиция Дош продемонстрировала все свои недооцененные звездные качества в этом беззаботно откровенном фильме о любви и эротической одержимости … Дош привносит в эту роль удивительную человечность и чуткость…. жаль, что она не могла бы сыграть с лучшим актером, или — осмелюсь ли я так выразиться? — настоящим актёром. Но, конечно же, загадочность и привлекательность Полунина… его непроницаемое высокомерие — это, скорее, главное. А Дош великолепна.— Питер Брэдшоу, газета «The Guardian»
Кинокритик Андрей Плахов в рецензии в газете «Коммерсантъ» также подчеркнул выдающуюся роль в фильме актрисы Летиции Дош, отмечал, что фильм демонстративно старомоден в показе сексуальных отношений, и хотя «времена „эротики в высоком стиле“ явно прошли», сравнивая фильм с эротическими триллерами «Основной инстинкт» и экранизациями «Опасных связей», но фильм приносит свой взгляд на тематику, авторы — женщины (экранизируемой книги, режиссёр и сценарист, оператор) проводят своего рода эксперимент над сюжетом и персонажами:

надо признать, что он все равно эмоционально захватывает, благодаря искусной манере съёмки и прежде всего благодаря отменной игре актрисы Летиции Дош. Имея в качестве партнера великолепно сложенного, но не имеющего актерского опыта танцора, она принимает на себя всю психологическую нагрузку любовных сцен. Сочетание балетной грации и психологизма работает, придавая саспенс истории сексуальной зависимости и ее преодоления и даже самые жесткие сцены избавляя от привкуса вульгарности. — Андрей Плахов, газета «Коммерсантъ»

## Рецензии
- Андрей Плахов. Токсический минимум. Сергей Полунин в «Обыкновенной страсти» Даниэль Арбид // Коммерсантъ. — № 5. — 15 января 2021. — С. 11.
- Peter Bradshaw. Simple Passion review — sensitive French study of erotic obsession // The Guardian, 3 Feb 2021.
- Guy Lodge. ‘Simple Passion’ Review: Explicit But Not Exploitative Erotic Drama // Variety, 25 Sep 2020.
- Diego Semerene. Simple Passion Review: An Un-Impressionistic Look at Living Out Desire // Slant Magazine, 18 Jan 2022.
- Jonathan Romney. ‘Passion Simple’: San Sebastian Review // Screen Daily, 21 Sep 2020.
- Huw Oliver. «Simple Passion». The female gaze is given free rein in this stylish, explicit French romance // Time Out, 26 Jan 2021.
- Sophie Brown. «Simple Passion shows us a woman in the thrall of love» // Sight and Sound, 4 Feb 2021.